# Lijst van voetbalinterlands Albanië - Portugal
Deze lijst van voetbalinterlands is een overzicht van alle officiële voetbalwedstrijden tussen de nationale teams van Albanië en Portugal. De landen hebben tot op heden zeven keer tegen elkaar gespeeld. De eerste ontmoeting, een kwalificatiewedstrijd voor het Wereldkampioenschap voetbal 1998, was in Tirana op 9 oktober 1996. Het laatste duel, een kwalificatiewedstrijd voor het Europees kampioenschap voetbal 2016, vond plaats op 7 september 2015 in Elbasan.

## Wedstrijden
| № | Plaats   | Datum            | Competitie           | Wedstrijd          | Uitslag |
| - | -------- | ---------------- | -------------------- | ------------------ | ------- |
| 1 | Tirana   | 9 oktober 1996   | WK 1998 kwalificatie | Albanië − Portugal | 0 − 3   |
| 2 | Porto    | 7 juni 1997      | WK 1998 kwalificatie | Portugal − Albanië | 2 − 0   |
| 3 | Lissabon | 11 oktober 2003  | Vriendschappelijk    | Portugal − Albanië | 5 − 3   |
| 4 | Braga    | 15 oktober 2008  | WK 2010 kwalificatie | Portugal − Albanië | 0 − 0   |
| 5 | Tirana   | 6 juni 2009      | WK 2010 kwalificatie | Albanië − Portugal | 1 − 2   |
| 6 | Aveiro   | 7 september 2014 | EK 2016 kwalificatie | Portugal − Albanië | 0 − 1   |
| 7 | Elbasan  | 7 september 2015 | EK 2016 kwalificatie | Albanië − Portugal | 0 − 1   |

## Samenvatting
| Competitie        | Totaal gespeeld | Winst Albanië | Gelijk | Winst Portugal | Doelsaldo Albanië – Portugal |
| ----------------- | --------------- | ------------- | ------ | -------------- | ---------------------------- |
| WK-kwalificatie   | 4               | 0             | 1      | 3              | 1 − 7                        |
| EK-kwalificatie   | 2               | 1             | 0      | 1              | 1 − 1                        |
| Vriendschappelijk | 1               | 0             | 0      | 1              | 3 − 5                        |
| Totaal            | 7               | 1             | 1      | 5              | 5 − 13                       |

Wedstrijden bepaald door strafschoppen worden, in lijn met de FIFA, als een gelijkspel gerekend.

## Details

### Zesde ontmoeting
| EK 2016 kwalificatie (scheidsrechter Ruddy Buquet, Aveiro, 7 september 2014): |              | |
| Portugal | 0 – 1        | Albanië |
| | goals        | 52' Bekim Balaj |
| Paulo Bento | bondscoach   | Gianni De Biasi |
| Rui Patrício Ricardo Costa 73' Pepe Fábio Coentrão João Pereira Nani João Moutinho Vieirinha 46' William Carvalho 56' Éder André Gomes                                                        | opstellingen | Etrit Berisha Mërgim Mavraj Taulant Xhaka Elseid Hysaj Lorik Cana Ansi Agolli 66' Burim Kukeli Amir Abrashi Odise Roshi 75' Ermir Lenjani 82' Bekim Balaj |
| Ivan Cavaleiro 46' Ricardo Horta 56' Miguel Veloso 73' | wissels      | 66' Ergys Kaçe 75' Andi Lila 82' Sokol Cikalleshi |
| Nani 69' | gele kaarten | 4' Odise Roshi 21' Amir Abrashi 34' Taulant Xhaka 67' Mërgim Mavraj 69' Ergys Kaçe 70' Etrit Berisha                                                      |
| - Debuut van André Gomes (Valencia CF) voor Portugal. - 47ste en laatste interland van Portugal onder leiding van bondscoach Paulo Bento. - Debuut van Taulant Xhaka (FC Basel) voor Albanië. |              | |